# Nietków
Nietków (prononciation : [ˈɲetkuf]) est un village polonais de la gmina de Czerwieńsk dans le powiat de Zielona Góra de la voïvodie de Lubusz dans l'ouest de la Pologne.
Il se situe à environ 21 kilomètres au nord de Czerwieńsk (siège de la gmina), 30 kilomètres au nord de Zielona Góra (siège du powiat et de la diétine régionale) et 61 kilomètres au sud de Gorzów Wielkopolski (capitale de la voïvodie).
Le village comptait approximativement une population de 1302 habitants en 2004.

## Histoire
On retourne une mention confirmé témoignant de l'existence du village en 1305. De 1742 à 1945, Polnisch Nettkow fait partie de l'arrondissement de Grünberg-en-Silésie dans le district de Liegnitz au sein de la province de Silésie.
En 1936, le nom allemand officiel du village était Polnisch Nettkow.

De 1937 à 1945, les autorités nazies introduisent le nom de Schlesisch Nettkow.
Après la Seconde Guerre mondiale, avec les conséquences de la Conférence de Potsdam et la mise en œuvre de la ligne Oder-Neisse, le village est intégré à la République populaire de Pologne. La population d'origine allemande est expulsée et remplacée par des polonais.
De 1975 à 1998, le village appartenait administrativement à la voïvodie de Zielona Góra.

Depuis 1999, il appartient administrativement à la voïvodie de Lubusz